# Теофраст Парацельс
Парацельс (лат. Paracelsus), справжнє ім'я Філіп Ауреол Теофраст Бомбаст фон Гоенгайм (нім. von Hohenheim, 10 листопада 1493, Швіц, — 24 вересня 1541, Зальцбург) — лікар епохи Відродження, «перший професор хімії від створення світу» (О. І. Герцен). Його псевдонім означає «той, хто наблизився до Цельса, знаменитого римського філософа та лікаря I ст.»

## Біографія
Народився у сім'ї лікаря, що походить зі старовинного, але збіднілого роду.
Освіту одержав у Феррарі (Італія). Близько 1515 року одержав звання лікаря, був професором університету (1526) і міським лікарем у Базелі, багато подорожував по Європі. Різко виступав проти схоластичної медицини та сліпого шанування авторитету Галена, протиставляючи їм спостереження і досвід. Відхиляв вчення давніх про чотири соки людського тіла і вважав, що всі процеси, що відбуваються в організмі, — хімічні процеси. Вивчав лікувальну дію різних хімічних елементів і сполук; зблизивши хімію з медициною, Парацельс став одним із засновників ятрохімії. Виділяв ліки з рослин і застосовував їх у вигляді тинктур, екстрактів і еліксирів; розвинув нове на той час уявлення про дозування ліків, використовував мінеральні джерела для лікувальних цілей. Вказував на необхідність пошуків і застосування специфічних засобів проти окремих хвороб (наприклад, ртуті проти сифілісу). Погляди Парацельса і його практична діяльність не були вільні від середньовічної містики, релігії. Він створив вчення про «архея» — вищий духовний принцип, що регулює життєдіяльність організму.